# Venus Anadyomene

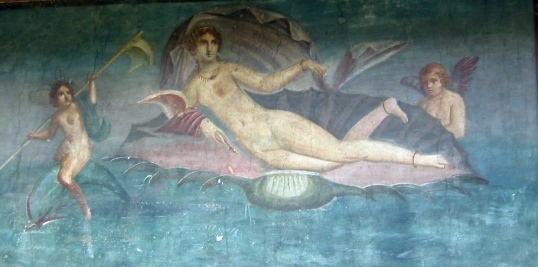
Mural de Pompeia de Venus Anadyomene

Venus Anadyomene o 'Venus eixint de la mar' és una representació iconogràfica de la dea Afrodita, feta famosa pel pintor Apel·les. La representació originària va desaparèixer, però apareix descrita en la Naturalis Historia de Plini: s'hi esmenta com a anècdota que el pintor va usar Campaspe, concubina d'Alexandre el Gran, com a model. Segons Ateneu, la idea de Venus sortint de la mar es va inspirar en Frine, la qual, durant els festivals eleusins i els dedicats a Posidó, nedava nua lliurement a la mar.

## Antiguitat
La imatge representa el naixement d'Afrodita, dea de l'amor, mentre emergeix de la mar. D'acord amb la mitologia grega, Afrodita va nàixer ja adulta de la mar, la qual li renova la virginitat. Aquest tema fou prou repetit en l'antiguitat, i sovint es mostra la dea escorrent-se el cabell. Una representació escultòrica del segle IV trobada en una vila gal·loromana a Aquitània (exposada al Museu del Louvre) dona testimoniatge de la representació contínua de la dea sortint de la mar durant l'antiguitat tardana.

La pintura original d'Apel·les fou duta a Roma, però ja es trobava molt deteriorada quan Plini la descriu: 
| «                                           | Venerem exeuntem e mari divus Agustus dicavit in delubro patris Caesaris, quae anadyomene vocatur, versibus Graecis tantopere dum laudatur, aevis victa, sed inlustrata. Cuius inferiorem partem corruptam qui reficeret non potuit reperiri, verum ipsa iniuria cessit in gloriam artificis. La Venus eixint de la mar fou consagrada pel diví August al temple de son pare, Cèsar. Aquesta pintura, anomenada "Anadyomene", ha estat elogiada en els versos grecs, vençuda pel temps, però glorificada. La part inferior està danyada i no s'ha trobat ningú capaç de restaurar-la. El mateix dany, de fet, ha contribuït a la glòria de l'artista. | » |
| — Plini el Vell, Historia natural, XXXV,91. | |   |

## Representacions des del Renaixement

El naixement de Venus per Sandro Botticelli 1485 (Galeria Uffizi, Florència)

El tema de la Venus Anadyomene es reprén amb el desig dels artistes del Renaixement que llegiren Plini d'emular, i fins i tot superar, Apel·les. Al segle xv Sandro Botticelli pinta el seu famós Naixement de Venus. Una altra Venus Anadyomene primerenca és el baix relleu en marbre d'Antoni Lombard que es troba al Victòria and Albert Museum de Londres. La Venus Anadyomene de Ticià (1525), que pertanyia al duc de Sutherland, fou adquirida per la National Gallery of Scotland d'Edimburg el 2003.
La Venus Anadyomene ofereix un motiu natural per a una font: la Galeria Nacional d'Art de Washington DC té una estàtua de grandària real de bronze en la qual l'aigua cau des del cabell de Venus. Aquesta estàtua fou modelada per un deixeble de Giambologna a la fi del XVI. Durant el rococó Théodore Chassériau torna al tema el 1838 i la Venus Anadyomene de Jean Auguste Dominique Ingres, completada després de molts anys al 1848, és una de les obres més conegudes del pintor. Es troba al Museu Condé del castell de Chantilly, a França. El naixement de Venus d'Alexandre Cabanel de 1863 es basa en el fresc de Pompeia, que s'havia descobert recentment.

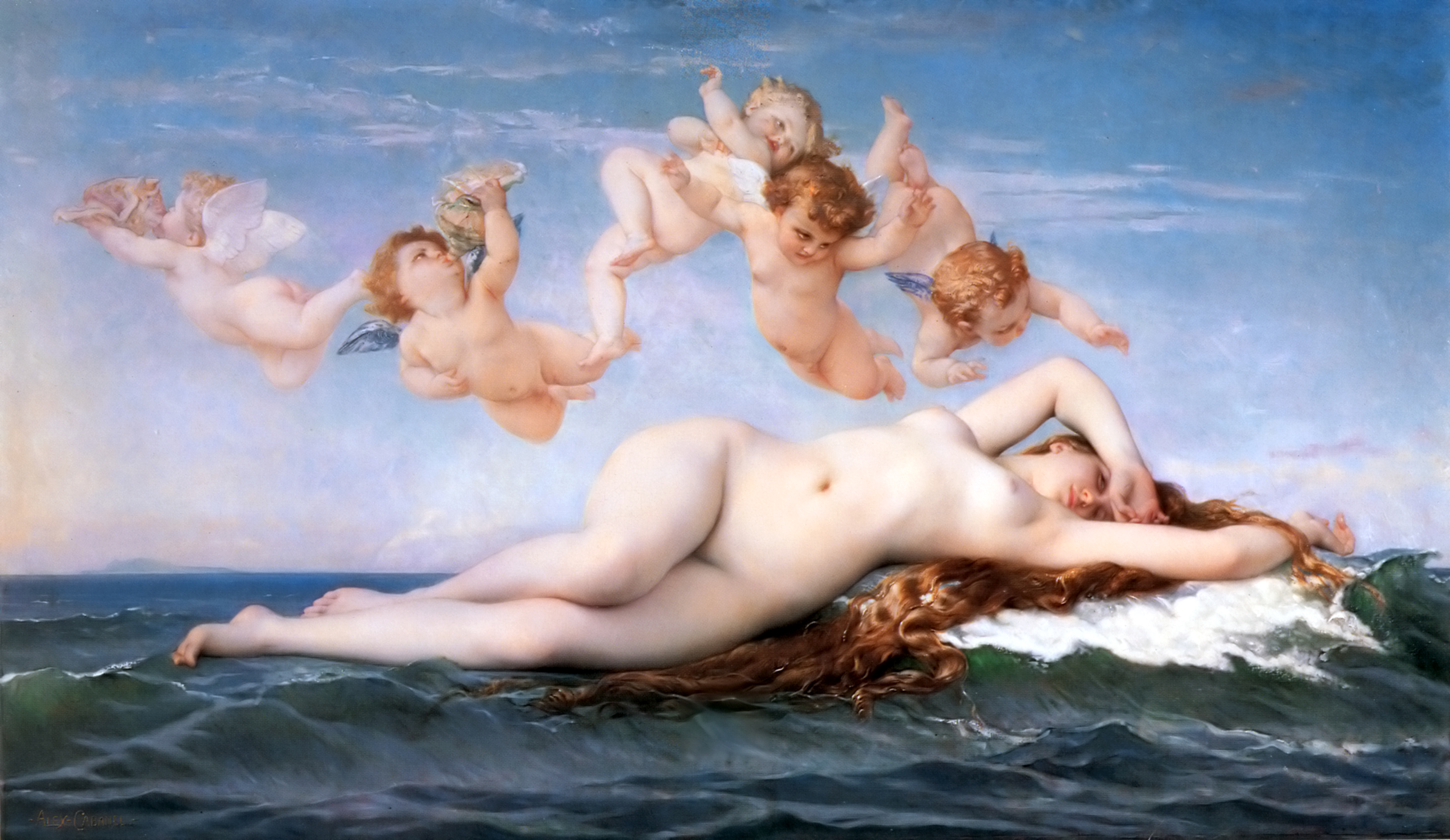
El naixement de Venus per Alexandre Cabanel, 1863 (Museu d'Orsay, París)

El naixement de Venus d'Alexandre Cabanel (1823-1889), es presentà al Saló de París el 1863 i el comprà Napoleó III per a la seua col·lecció personal. El famós historiador de l'art nord-americà, Robert Rosenblum, comentava: «Aquesta Venus sura entre una antiga deïtat i un somni modern (...) i l'ambigüitat dels seus ulls, que semblen tancats, però que, mirant-los de prop, deixen veure que està desperta.
La pintura de 1879 de William-Adolphe Bouguereau anomenada també El naixement de Venus, que torna sobre la composició de Botticelli, és un altre testimoniatge de la popularitat contínua del tema entre els pintors academicistes de finals del XIX.
El 1870 Arthur Rimbaud evocava la imatge d'una Clara Venus ('Venus famosa') corpulenta, amb totes les imperfeccions humanes, en un poema sarcàstic que introdueix la cel·lulitis en la literatura: La graisse sous la peau paraît en feuilles plates.
Pablo Picasso torna a plasmar la imatge de la Venus anadyomene en la figura central de Les senyoretes d'Avinyó de 1907, una obra fonamental del cubisme.